# Siew

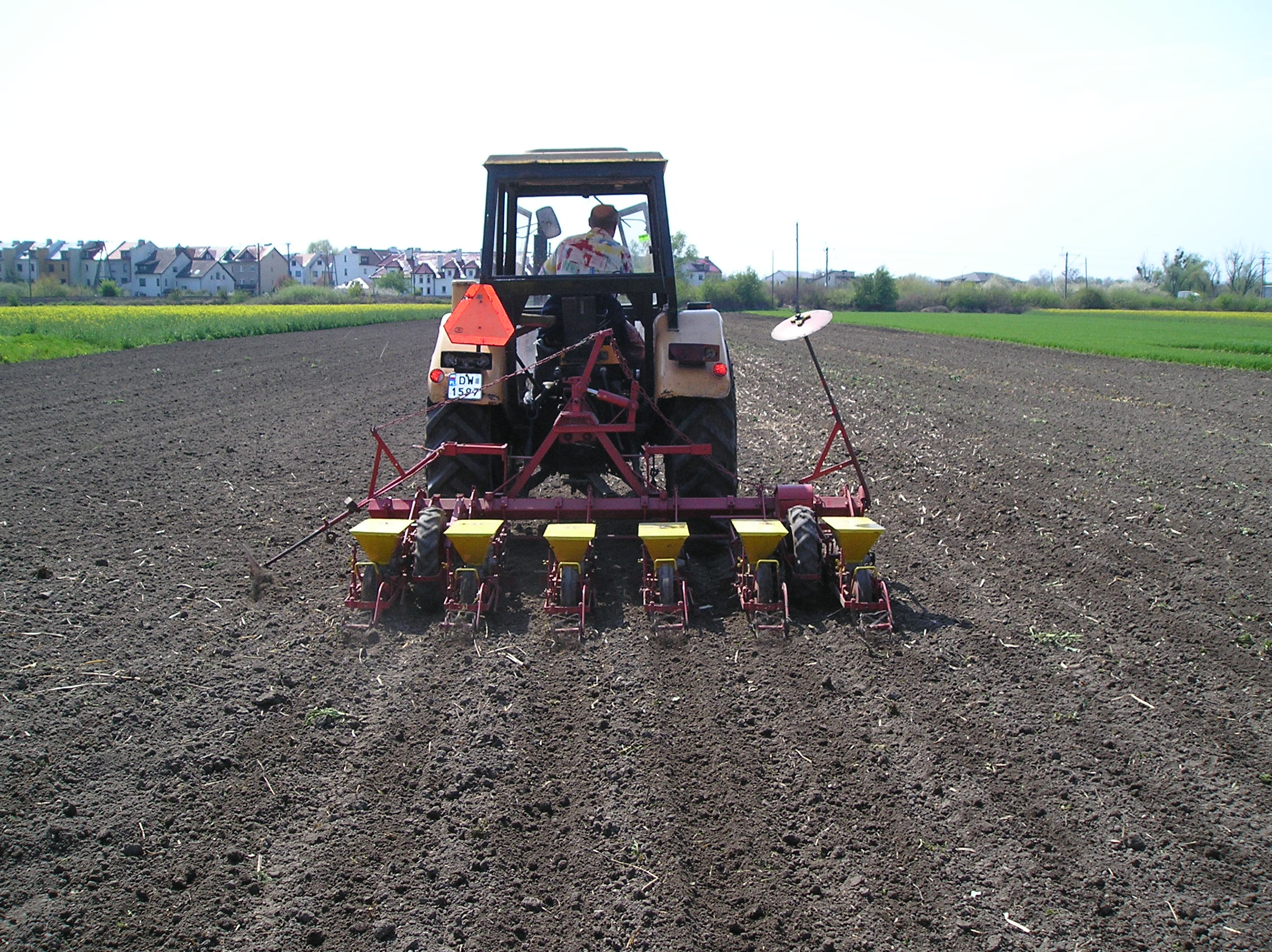
Siew punktowy buraków cukrowych

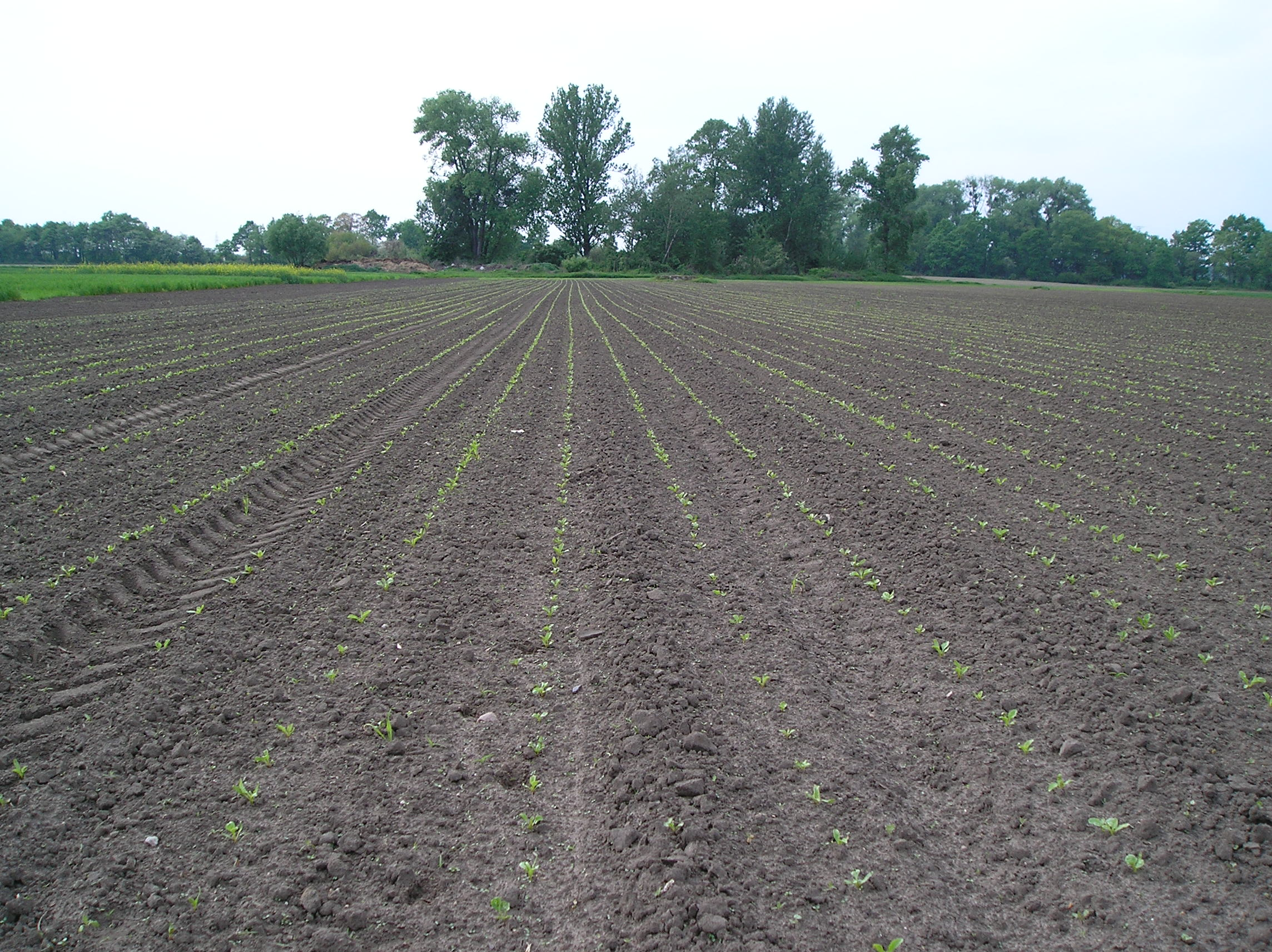
Wschody buraków cukrowych wysianych punktowo w odstępach co 18 cm w rzędzie z szerokością międzyrzędzi 45 cm

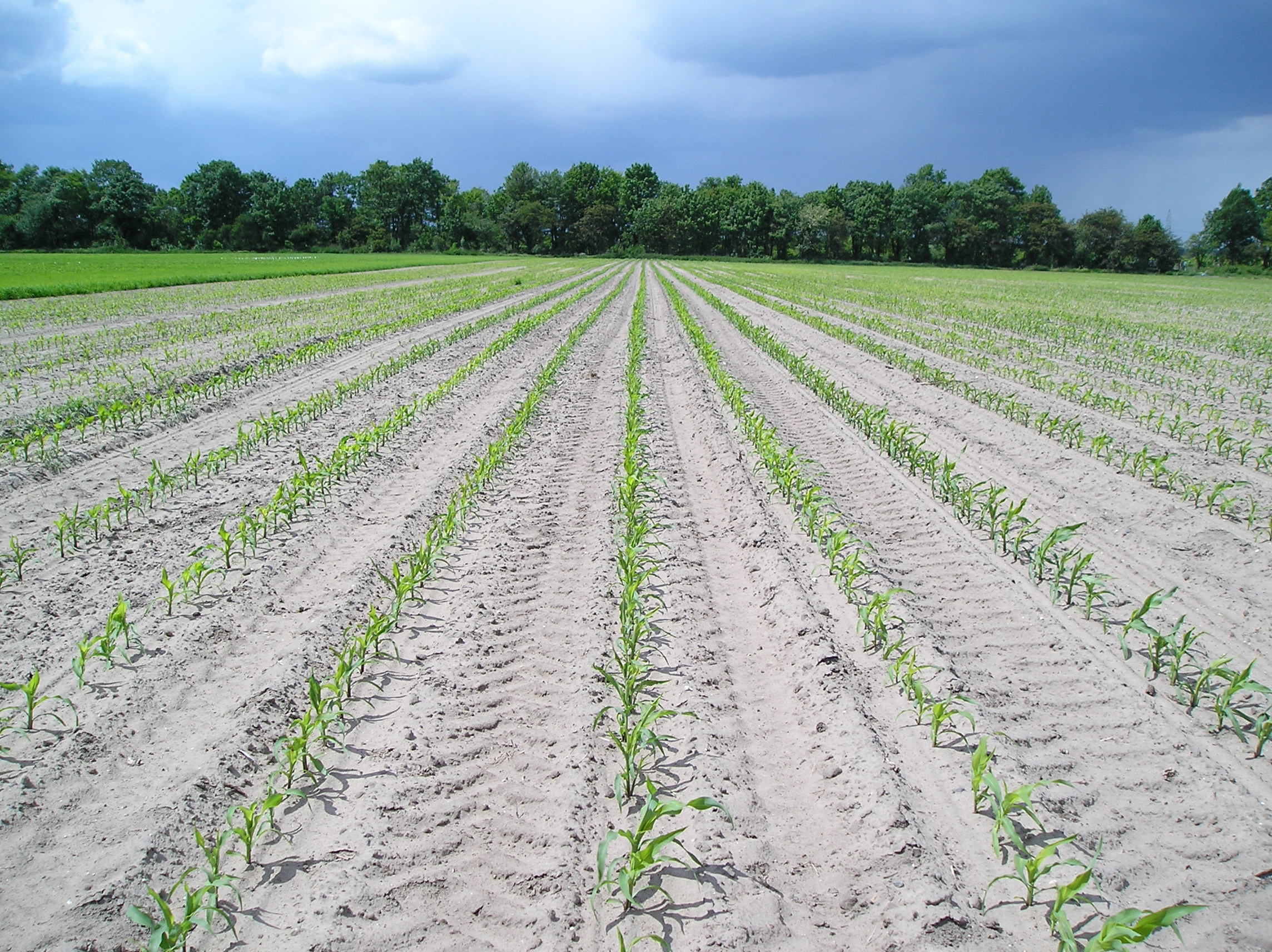
Wschody kukurydzy zasianej punktowo

Siew – umieszczanie materiału siewnego w łożu siewnym na zalecanej głębokości i w odpowiednich odstępach, z jednoczesnym przykrywaniem go warstwą ziemi. Siewowi towarzyszą często dodatkowe czynności uprawowe ułatwiające równomierne i wysokiej jakości wschody, takie jak: wyrównywanie, dociskanie lub spulchnianie roli, wykonywanie bruzdki siewnej, dociskanie nasion lub przykrywanie ich warstwą ziemi, wyrównywanie lub profilowanie gleby.

## Metody siewu
- rzutowy – rozrzucanie materiału siewnego na powierzchni pola, a następnie przykrywanie go bronowaniem (np. zboża) lub dociskanie wałowaniem (trawy); wykonywany jest obecnie za pomocą samolotów i śmigłowców,
- rzędowy – wysiew materiału siewnego siewnikiem rzędowym w rozstawie 8-35 cm,
- punktowy (jednonasienny) – umieszczanie pojedynczych nasion w rzędzie w z góry zaplanowanych odstępach; stosuje się dla roślin wymagających dużej przestrzeni życiowej, np. buraków, kukurydzy,
- docelowy (na gotowo) – siew punktowy buraków cukrowych w odstępach niewymagających przecinki,
- taśmowy (wstęgowy) – odmiana siewu rzędowego, polegająca na tym, że szerokość rzędu, w którym umieszcza się materiał siewny, jest poszerzona do kilku centymetrów; ma to na celu lepsze wykorzystanie powierzchni życiowej roślin,
- pasowy – modyfikacja siewu rzędowego, polegająca na układzie kilku rzędów w mniejszej rozstawie i szerszej przerwy między nimi, np. dla rzepaku ozimego rozstawy te mogą wynosić 40-10-10-40 cm; siew taki umożliwia przeprowadzenie zabiegów pielęgnacyjnych w szerokich międzyrzędziach,
- gniazdowy (kupkowy) – umieszczanie w rzędach, w jednakowych odległościach, po parę nasion, np. kukurydzy, słonecznika, dyni,
- krzyżowy – siew rzędowy przeprowadzany wzdłuż i w poprzek pola pozwalający na bardziej równomierne rozłożenie materiału siewnego i zmniejszenie zagęszczenia roślin w rzędach; można w ten sposób siać len i trawy w uprawie polowej.

## Zobacz też

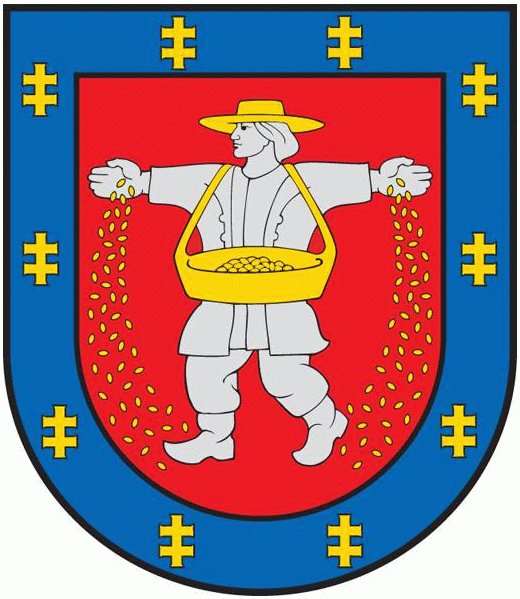
siewca w herbie okręgu mariampolskiego
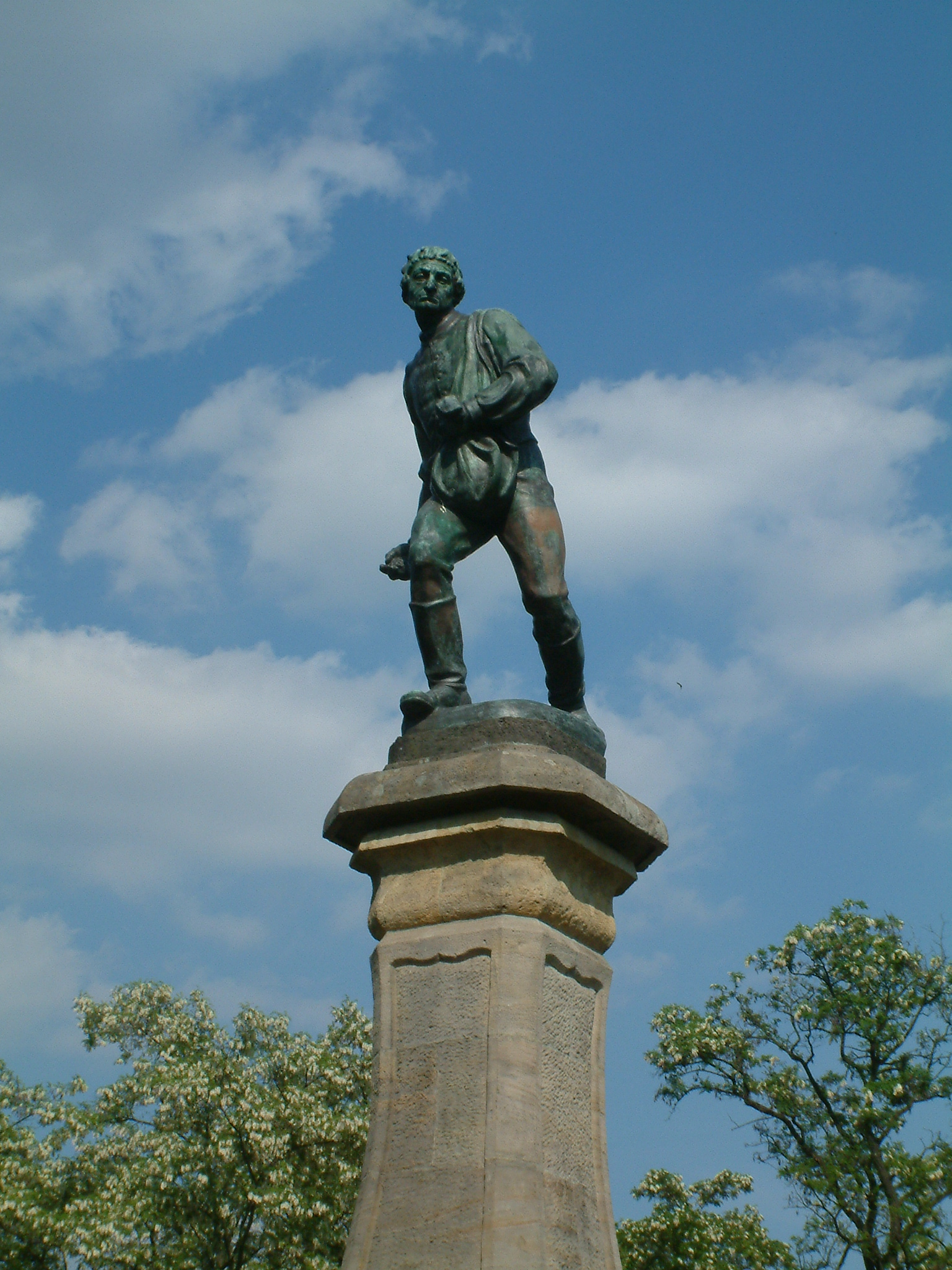
pomnik Siewcy w Luboniu
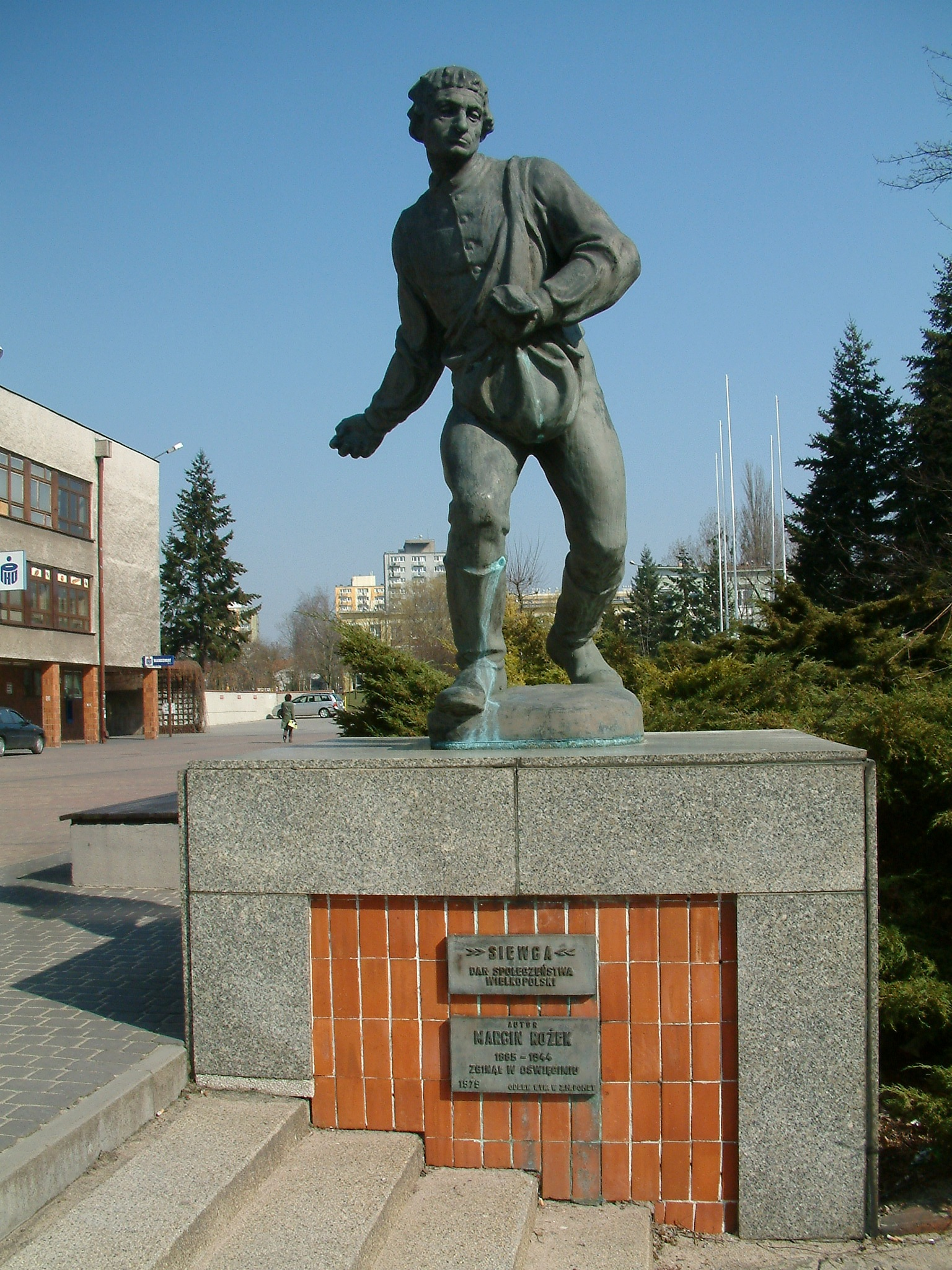
Siewca przy Uniwersytecie Przyrodniczym w Poznaniu

## Optymalna głębokość siewu ważniejszych roślin uprawnych
| Roślina                       | Głębokość [cm] |
| ----------------------------- | -------------- |
| Żyto                          | 3              |
| Pszenica ozima                | 3-4            |
| Pszenica jara                 | 2-4            |
| Pszenżyto ozime               | 3-4            |
| Pszenżyto jare                | 2-4            |
| Jęczmień ozimy                | 3-5            |
| Jęczmień jary                 | 3              |
| Jęczmień browarny             | 3              |
| Owies                         | 3-5            |
| Kukurydza                     | 5-8            |
| Łubin żółty                   | 3              |
| Łubin wąskolistny             | 3              |
| Łubin biały                   | 4              |
| Groch siewny                  | 5-6            |
| Peluszka                      | 5-6            |
| Bobik                         | 8-10           |
| Wyka siewna                   | 4-5            |
| Soja                          | 3              |
| Koniczyny i lucerny           | 1-2            |
| Len włóknisty                 | 2-3            |
| Len oleisty                   | 1-3            |
| Rzepak ozimy                  | 2              |
| Słonecznik pastewny           | 5              |
| Słonecznik oleisty            | 5-8            |
| Mak                           | 1-2            |
| Burak cukrowy                 | 2-3            |
| Burak pastewny                | 2-3            |
| Ziemniak (głębokość sadzenia) | 4-7            |